# Rebuild the Wall

Rebuild the Wall est un album sorti en 2001 par le groupe canadien de country alternative Luther Wright and the Wrongs (en). L'album est une reprise de l'album The Wall de Pink Floyd en entier, réinterprétant chaque chanson dans un style country bluegrass. 

## Pistes
1. In The Flesh?
2. The Thin Ice
3. Another Brick in the Wall - part 1
4. The Happiest Days of Our Lives
5. Another Brick in the Wall - part 2
6. Mother
7. Goodbye Blue Sky
8. Empty Spaces
9. Young Lust
10. One of My Turns
11. Don't Leave Me Now
12. Another Brick in the Wall - part 3
13. Goodbye Cruel World
14. Hey You
15. Is There Anybody Out There?
16. Nobody Home
17. Vera
18. Bring the Boys Back Home
19. Comfortably Numb
20. The Show Must Go On
21. In The Flesh
22. Run Like Hell
23. Waiting for the Worms
24. Stop
25. The Trial
26. Outside the Wall

## Sources
- Shaun Assael, « The Nation; Bluegrass's New-Age Hootenanny », sur The New York Times (consulté le 15 novembre 2015)
- Robert Kaups, « Rebuild the Wall - Luther Wright & The Wrongs - Overview », sur AllMusic (consulté le 15 novembre 2015)